# Думнорикс
Думнорикс е вожд на племето едуи, келтско племе в Галия през първи век пр. н.е. Юлий Цезар споменава за него в произведението си Записки за Галската война. 
Той е по-малкият брат на Дивикиакий, едуитски друид и политик. Едуите са съюзник на Рим, но Думнорикс е водач на анти-римското крило в племето, който „... мисли, че е по-добре да си управляван от своите приятели галите... вместо от римляните.“ 